# Crypturellus bartletti
Crypturellus bartletti là một loài chim trong họ Tinamidae.